# José María García La Villa
José María García La Villa   (La Pola Siero, 23 de maig de 1942) és un exfutbolista asturià, que va desenvolupar el seu joc a la banda esquerra, i va destacar per la seva qualitat i el seu xut. És considerat una de les llegendes del RCD Espanyol. Va ser internacional amb la selecció catalana i amb la selecció espanyola.

## Trajectòria esportiva
Format a les categories inferiors de l'Reial Oviedo, va debutar a primera divisió amb el primer equip a l'edat de 18 anys. Amb el club asturià aconseguiria la temporada 1962-1963, el tercer lloc de la classificació de la lliga espanyola, el millor resultat de la història del club.
El 1965 va fitxar pel RCD Espanyol on va jugar durant deu temporades. Amb el club perico va viure moments històrics pel club, com la remuntada en la Copa de Fires a l'Sporting de Portugal, un traumàtic descens i dues promocions, per posteriorment integrar la davantera coneguda com "Els 5 dofins", junt amb Marcial Pina, Carmelo Amas, Cayetano Re i Rodilla. Amb el club català va aconseguir la internacionalitat amb Espanya, on va disputar 6 partits i va marcar un gol.